# Mu Crucis
Mu Crucis (μ Cru/ μ Crucis) è una stella visibile nella costellazione della Croce del Sud, la settima in ordine di brillantezza, con una magnitudine apparente di +3,7. Dista dal sistema solare circa 360–380 anni luce.

## Osservazione
Mu Crucis è una stella situata nell'emisfero celeste australe. La sua posizione moderatamente australe fa sì che questa stella sia osservabile specialmente dall'emisfero sud, in cui si mostra alta nel cielo nella fascia temperata; dall'emisfero boreale la sua osservazione risulta invece più penalizzata, specialmente al di fuori della sua fascia tropicale. Essendo di magnitudine 3,7, la si può osservare anche dai piccoli centri urbani senza difficoltà, sebbene un cielo non eccessivamente inquinato sia maggiormente indicato per la sua individuazione.
Il periodo migliore per la sua osservazione nel cielo serale ricade nei mesi compresi fra febbraio e giugno; nell'emisfero sud è visibile anche per buona parte dell'inverno australe, grazie alla declinazione della stella, mentre nell'emisfero nord può essere osservata in particolare durante i mesi primaverili boreali; a sud del circolo polare antartico appare invece circumpolare.

## Il sistema
Mu Crucis è in realtà un sistema binario, costituito da due astri di classe spettrale B, denominati μ1 Crucis e μ2 Crucis, di magnitudine rispettivamente 4,0 e 5,1. Le due componenti sono separate da una distanza di almeno 3900 unità astronomiche (che equivalgono alla distanza apparente osservata di 34,9 secondi d'arco) ed orbitano attorno al centro di massa del sistema in circa 68.000 anni.
La velocità radiale positiva indica che il sistema si sta allontanando dal sistema solare.

### μ1Crucis
μ1 Cru (HD 112092), di classe spettrale B2 IV-V, presenta caratteristiche intermedie a quelle di una stella subgigante e di una stella di sequenza principale di classe B; nonostante le caratteristiche spettrali inducano a pensare che l'astro si stia apprestando a terminare la sequenza principale per avviarsi a concludere, entro qualche milione di anni, la propria esistenza, i modelli fisici dimostrano al contrario che la stella è molto giovane e che sta iniziando a bruciare idrogeno nel proprio nucleo, ovvero è prossima a quella che gli astronomi definiscono zero-age main sequence. La sua temperatura superficiale è di 22.800 K e possiede una luminosità 2400 volte superiore a quella solare; una tale luminosità è segno di una massa cospicua, valutata intorno a 8 masse solari, e di un altrettanto discreta superficie radiante, il cui raggio corrisponderebbe, sviluppando la legge di Stefan-Boltzmann, a 3,1 volte il raggio solare.

### μ2Crucis
μ2 Cru (HD 112091) è un astro di classe spettrale B5 Vne, più freddo (16.500 K) e meno luminoso (425 luminosità solari) della sua compagna. La sua elevata velocità di rotazione, pari a 238 km/s, è la causa del suo piccolo periodo di rotazione, calcolato in circa mezza giornata, ed è coerente con la sua appartenenza alle stelle Be, ovvero stelle di classe B nel cui spettro sono presenti le linee di emissione dell'idrogeno provenienti da un disco circumstellare, orbitante attorno all'equatore, costituito essenzialmente da gas rarefatto espulso dalla stella stessa. È stata inoltre classificata in passato come una binaria X di grande massa, a causa di una probabile emissione di raggi X, oggi non riscontrata.
Con un raggio 2,5 volte quello della nostra stella e una massa 5 volte superiore, μ2 Cru, proprio come la compagna, è una stella molto giovane, prossima alla zero-age main sequence.

## Ambiente galattico

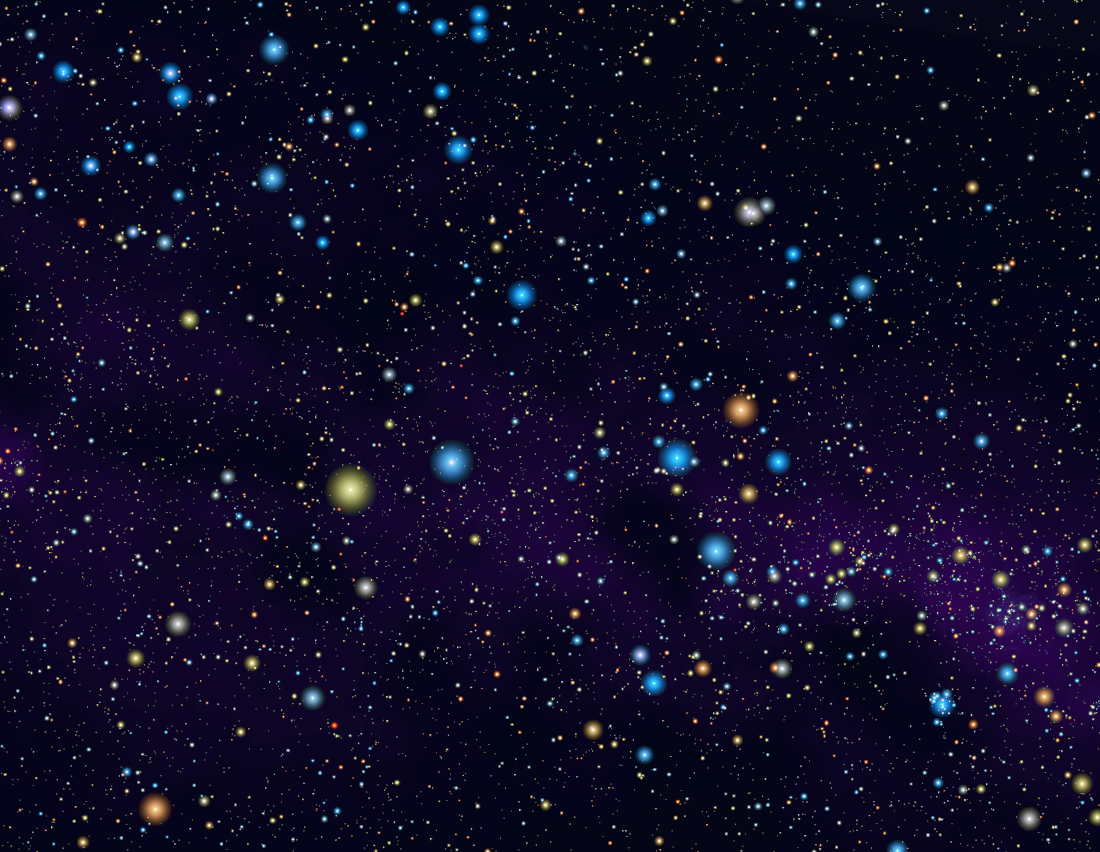
Il gruppo Centauro inferiore-Croce.

Il sistema di μ Cru fa parte dell'Associazione Scorpius-Centaurus, e più precisamente di una sua porzione conosciuta come Gruppo Centauro inferiore-Croce (Lower Centaurus-Crux, LCC), che costituisce la porzione più vicina dell'Associazione: la sua distanza è stimata infatti attorno ai 118 parsec. Si estende nella parte sudoccidentale del Centauro e occupa l'area di cielo visibile in direzione della Croce del Sud e della Mosca, fino a raggiungere l'estremità nordorientale della Carena. L'età delle stelle del gruppo varia a seconda della loro posizione; le componenti della parte nordorientale, le più prossime al gruppo UCL, hanno un'età di circa 17 milioni di anni. Le componenti più meridionali invece possiedono un'età inferiore, pari a circa 12 milioni di anni.